# ويليام إي. ماسون
ويليام إي. ماسون هو سياسي كندي، ولد في 1866، وتوفي في 1951.